# Chepri
Chepri (stający się, Ten-Który-Się-Staje, powstały [sam z Siebie]) – prabóstwo egipskie, czczone pod postacią skarabeusza. Był bogiem wschodzącego słońca. W Starym Państwie uważany za personifikację Atuma i jako taki uznany za stwórcę bóstw. W tekstach Księgi umarłych ma związek z symboliką zmartwychwstania. 
| xpr · r | i | C2 |

 Chepri w hieroglifach

## Etymologia

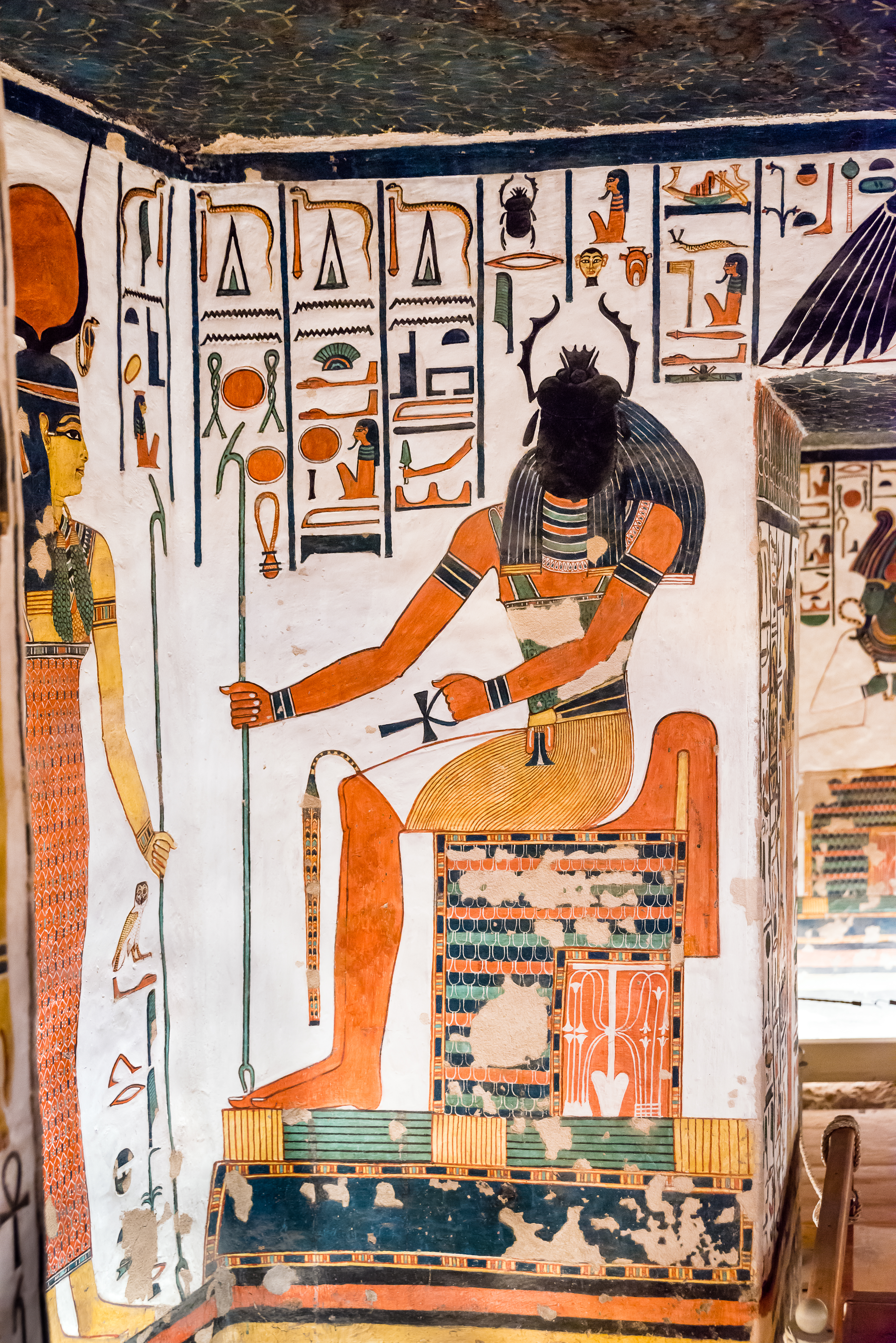
Przedstawienie Chepriego w formie człowieka z głową zastąpioną skarabeuszem z grobowca królowej Nefertari

Imię „Chepri” pojawia się w Tekstach Piramid i zazwyczaj zawierało hieroglif skarabeusza jako determinatyw lub ideogram bóstwa. Wzmianki o Cheprim pojawiają się również w Amduat, gdyż jako personifikacja wschodzącego słońca jest nierozerwalnie związany z podróżą barki słonecznej przez Duat, egipski świat podziemny.

Imię Chepri (translit. ḫprj) pochodzi od egipskiego czasownika ḫpr, oznaczającego "stawać się". Zapis „ḫprj” można odczytywać również jako „Cheper”. Terminem tym określano skarabeusza, a także czasowniki „powstawać” i „narodzić się”. Imię bóstwa oznacza więc „Ten, który się stał”. Według tekstów, w których figuruje Chepri, a także według przekonań starożytnych Egipcjan dotyczących rozmnażania skarabeuszy bóstwo to miało zostać stworzone przez samego siebie, stąd jego imię tłumaczy się również jako "powstały [sam z Siebie]".
| xpr |

hieroglif ḫpr zapisywany symbolem skarabeusza.

## Symbolika

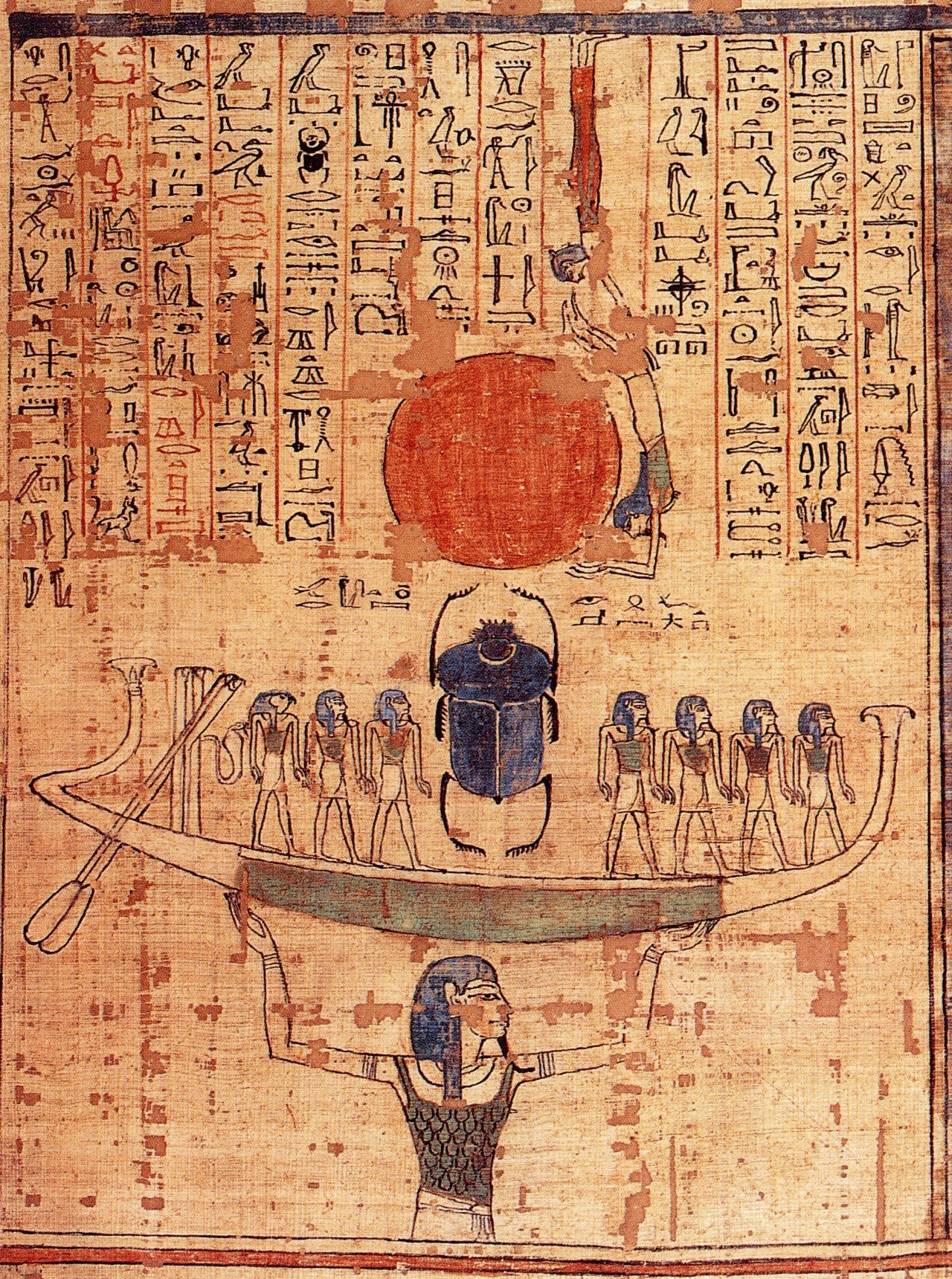
Nun dźwigający słoneczną barkę, na której Chepri toczy dysk słoneczny

Chepri przedstawiany był pod postacią skarabeusza bądź człowieka, którego głowę zastępuje skarabeusz. Chrząszcze te składają jaja w kulkach łajna, które toczą przed sobą. Wyklute i odżywiające się wewnątrz potomstwo wychodzi z kulki jako osobniki w pełni rozwinięte. Spowodowało to, że starożytni Egipcjanie wierzyli, że skarabeusze powstawały z nicości. Kształt kuli łajna, porównywany do tarczy słonecznej, a także samoistne odradzanie się, przywodzące na myśl cykl „odradzania się” Słońca każdego dnia, sprawiły, że Chepri – bóg-skarabeusz – identyfikowany jest z jednym z wcieleń Ra – Słońca. Jako jeden z aspektów Słońca był częścią triady monistycznej Ra-Atum-Chepri (później rozszerzaną do formy Ra-Horachty-Atum-Chepri). Ra uosabia wieczny obieg tarczy słonecznej i Słońce w zenicie. Kiedy zmierza ku zachodowi, „umiera” nazywany jest Atumem, po symbolicznym przejściu przez Duat ponownie „odradza się” i jako stwarzające się na nowo Słońce identyfikowany jest z Cheprim.

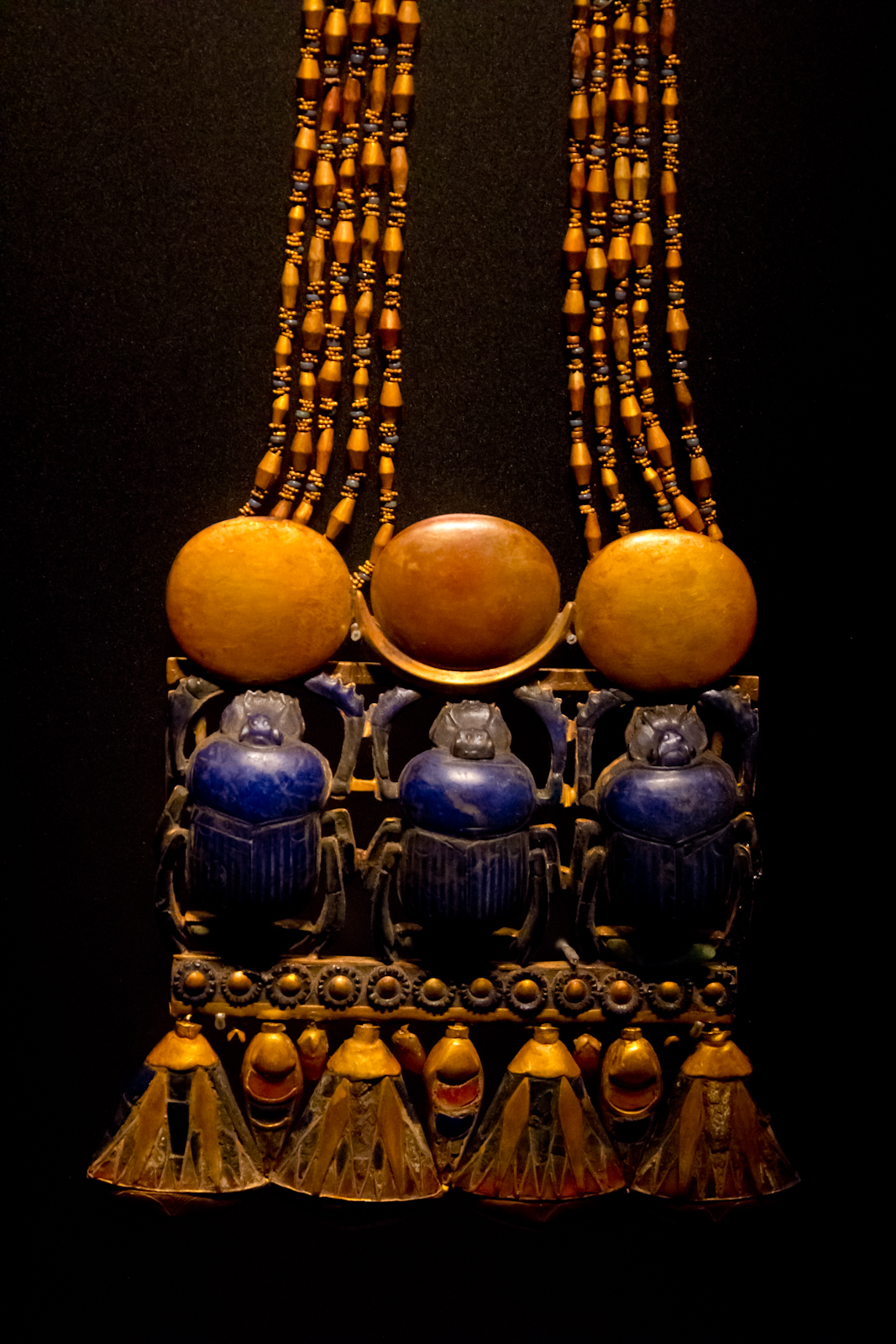
Pektorał z grobu Tutanchamona przedstawiający trzy skarabeusze trzymające tarcze słoneczne.

W dwunastej godzinie Amduat nowo odrodzony Chepri przejmuje stery na słonecznej barce transportującej Słońce przez Duat. Chepri, zwłaszcza pod postacią zwierzęcą, przedstawiany jest podczas pchania dysku słonecznego przez podziemne krainy, odzwierciedlając realne zachowania skarabeuszy toczących przed sobą kulkę odchodów.
Skarabeusz był powszechnym motywem wykorzystywanym przy wytwarzaniu przedmiotów w starożytnym Egipcie. Symbol boga Chepri znajdował się na amuletach, pierścieniach, pektorałach. Przedstawienia skarabeusza były rozdawane podczas podczas publicznych uroczystości, Egipcjanie nosili je, by uchronić się przed złymi mocami, a także okazać wierność bogom oraz władcy. Idole Chepriego wykonywano z różnorodnych materiałów. W zależności od stanu majątkowego Egipcjanin mógł kupić skarabeusza wykonanego z tanich, łatwo dostępnych materiałów jak kamień czy fajans lub uchodzącego za dobro luksusowe turkusu i lazurytu. Skarabeusze były barwione na kolor niebieski, który przez nawiązania do nieba lub praoceanu kojarzony jest z bogami.

## Chepri w wierzeniach starożytnych Egipcjan

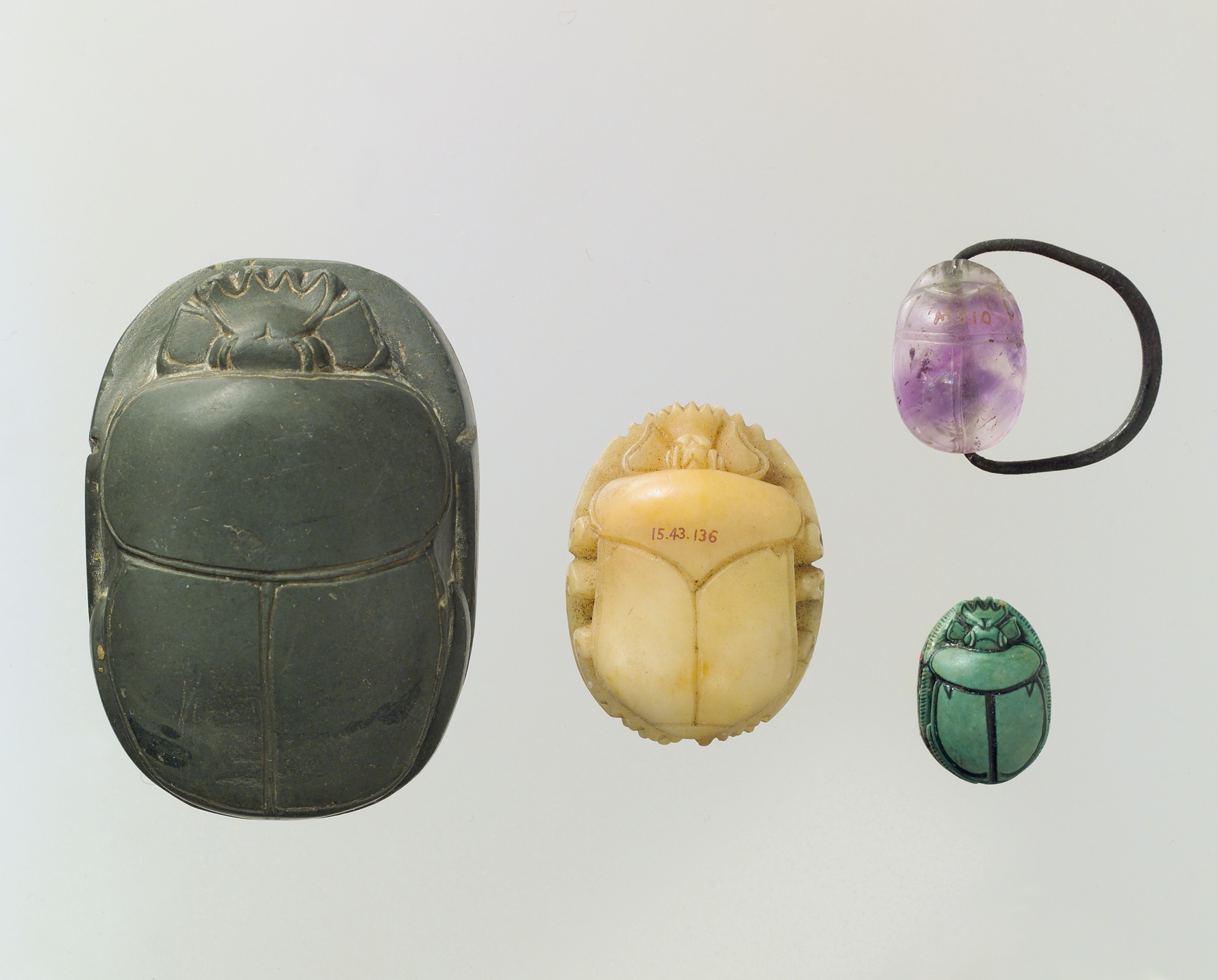
Amulety w kształcie skarabeusza – symbolu Chepriego, pochodzące z okresu Średniego Państwa

Chepri był jednym z egipskich bóstw solarnych, symbolizującym wschodzące Słońce. W Heliopolis – jednym z głównych ośrodków religijnych – był również uważany za stwórcę świata. Chepri mimo swojej roli w akcie stworzenia nie posiadał własnego ośrodka kultu, był jednak czczony w Heliopolis, później również w Tebach jako jedno z bóstw solarnych. Pomimo braku świątyni poświęconej temu bóstwu kult Chepriego rozpowszechniony był na terenie całego starożytnego Egiptu. Świadczą o tym znajdowane w różnych formach przedstawienia zwierzęcia mu poświęconego. Zmumifikowane skarabeusze, a także amulety je przedstawiające znajdowane w grobowcach sięgających czasów predynastycznych sugerują, że Chepri był czczony już na wczesnym etapie historii Egiptu.

## Chepri w tekstach funeralnych
Z uwagi na fakt, że Chepri uosabia odradzanie w cyklu życia i śmierci, pojawia się on w Amduat, a także w Księdze Jaskiń i Księdze Bram. W obu tekstach zwłoki Chepriego połączone są z duszą Ra, podczas jego wędrówki przez Duat. Zarówno Amduat, jak i Księga Bram mają podobną konstrukcję, przy czym drugi tekst skupia się bardziej na opisywaniu duszy, która podąża za słoneczną barką Ra. Co łączy powyższe księgi, Chepri pojawia się w szóstej godzinie nocy, a także wyprowadza barkę z podziemi. W Księdze Jaskiń kolejne elementy narracji podzielone są na winiety, Chepri pojawia się na trzeciej z nich. 

Chepri na czele barki solarnej w dwunastej godzinie Amduat. Nadchodzi świt – ponowne narodziny Słońca.